# جامشيد إسمايلوف
جامشيد إسمايلوف (بالإنجليزية: Jamshed Ismailov) (مواليد 12 يناير 1987) لاعب كرة قدم طاجيكستاني دولي يجيد اللعب في خط الوسط . يلعب حاليا لصالح نادي ريغار تاداز تورسونزودا الطاجيكستاني منذ 2008 .

## روابط خارجية
- جامشيد إسمايلوف على موقع قاعدة بيانات كرة القدم.إي يو (الإنجليزية)
- جامشيد إسمايلوف على موقع ناشيونال فوتبول تيمز (الإنجليزية)
- جامشيد إسمايلوف على موقع كووورة